# 決済
決済（けっさい、英: settlement）とは、経済学用語のひとつである。取引等の経済活動の際に行われる。決裁とは異なる。

## 概要
決済とは、金銭等によって支払を行い取引を終了させること、または、金銭上の債務や債権等を清算することである。主に企業を一人称とする場合に使用されるが、広義には人にも当てはまるものであり、その場合も「決済」していることになる。

## 電子化
近年のコンピュータによる電子化の波により決済も電子化され（電子決済）、様々な商取引がインターネットを介して行われるようになっている。

## タイムラグ
決済の形態（電子化されているか否かなど）に関わらず、過去の歴史的経緯から、約定日から実際の支払までの間にはタイムラグがあることが多い。
この際、約定日から一定期間経過後に順次決済を行う方式を「ローリング決済」、一定期間内に行われた約定について特定日にまとめて決済を行う方式を「特定日決済」と呼ぶ。
業界や売買されるものによって具体的なタイムラグは異なり、例えば日本国内では、株式は約定日から起算して4営業日目のローリング決済というルールが一般的である。
ただし、日本国債では、従来4営業日目のローリング決済が一般的なルールだったが、2012年4月より3営業日目のローリング決済に移行しており、徐々にタイムラグは短縮される傾向にある。